# Загальний наказ №1

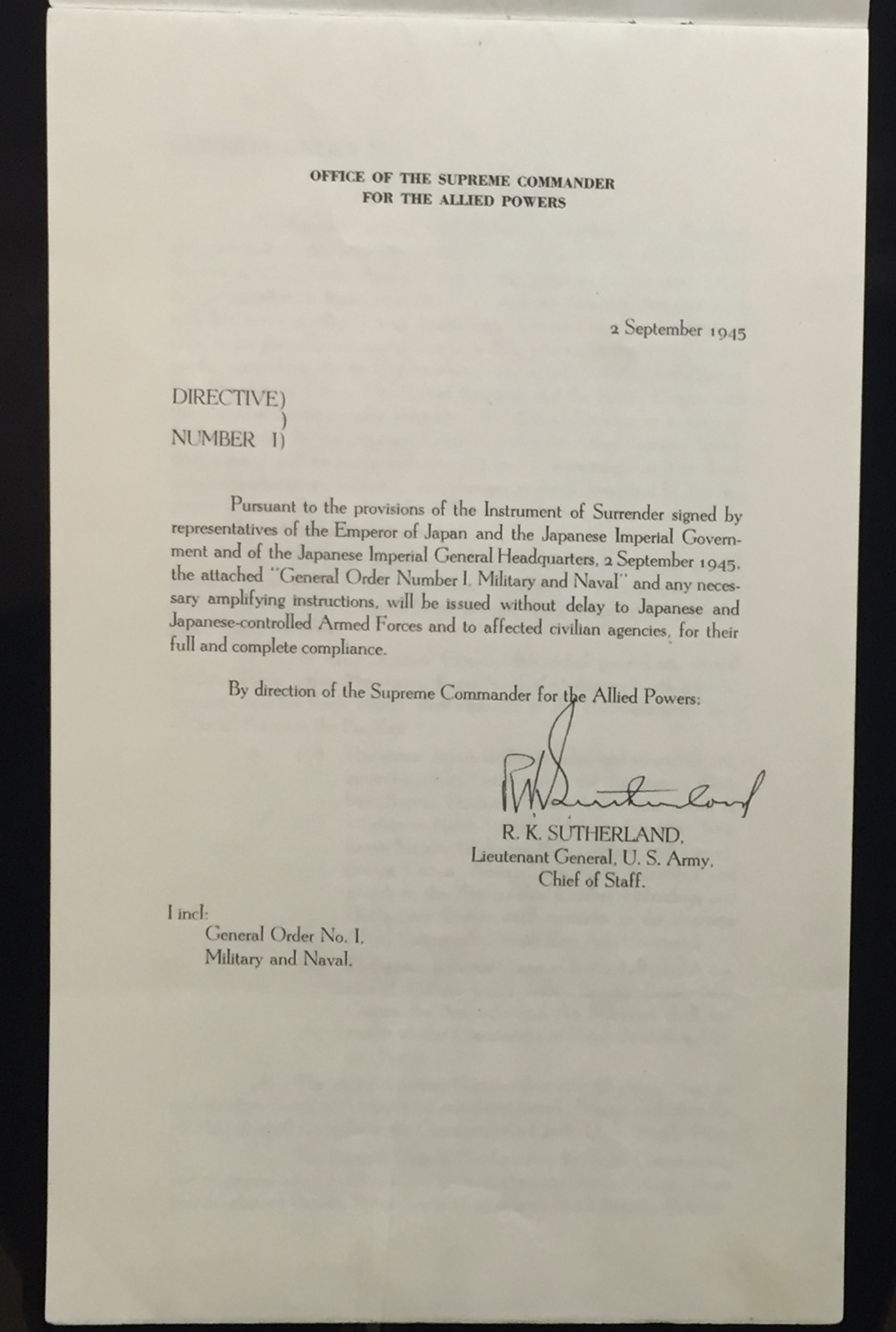
Супровідний лист до Генерального наказу № 1, який зберігається у Дипломатичному архіві Міністерства закордонних справ Японії (4 вересня 2015 р.)

Загальний наказ №1 про капітуляцію Японії був підготовлений Об'єднаним комітетом начальників штабів США та затверджений президентом Гаррі Труменом 17 серпня 1945 року.
Був виданий генералом Дугласом Макартуром представнику Японської імперії після її капітуляції, а згодом 2, вересня 1945 року, — генеральному штабу збройних сил Японії.  Він вимагав від японських військ здатися союзникам, надати відомості про всі військові дислокації та зберегти техніку для подальшого роззброєння.  У ньому також вказувалося на окупацію Японії та територій, контрольованих Японією, силами союзних держав .
Цей наказ також став основою для поділу Кореї по 38-й паралелі: японським військам на північ від паралелі було наказано здатися Головнокомандувачу радянських військ на Далекому Сході, а військам на південь  — Головнокомандувачу Збройних сил США в Тихому океані відповідно до параграфів (b) і (e) розділу 1.

## Дивіться також
- Каїрська декларація (27 листопада 1943 р.)
- Потсдамська декларація (26 липня 1945 р.)
- Трансляція капітуляції Хірохіто (15 серпня 1945 р.)
- День національного визволення Кореї (15 серпня 1945 р.)
- Акт про капітуляцію Японії (2 вересня 1945 р.)
- День ретроцесії (25 жовтня 1945 р.)
- Договір у Сан-Франциско (8 вересня 1951 р.)

## Зовнішні посилання
- GENERAL ORDER NO.I (англ.), (яп.) Міністерство закордонних справ Японії
- SCAPIN-1: GENERAL ORDER NO. 1 (DIRECTIVE NO. 1), OFFICE OF THE SUPREME COMMANDER FOR THE ALLIED POWERS 1945/09/02 (англ.), (яп.), директиви Головнокомандувача союзними окупаційними військами до Імперії Японії Том 1
- END OF EMPIRE: General Order No.1